# Ласад Нуиуи
Ласад Хасен Нуиуи (роден на 8 март 1986 в Марсилия) по-известен като Ласад, е тунизийски футболист, който играе за Депортиво Ла Коруня като нападател.